# Charles Trowbridge

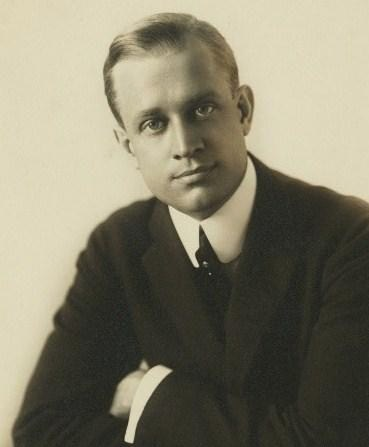
Charles Trowbridge (um 1920)

Charles Silas Richard Trowbridge (* 10. Januar 1882 im mexikanischen Bundesstaat Veracruz; † 30. Oktober 1967 in Los Angeles, Kalifornien) war ein US-amerikanischer Schauspieler.

## Leben und Karriere
Charles Trowbridge wurde als Sohn eines US-amerikanischen Diplomaten in Mexiko geboren. Sein jüngerer Bruder war der durch Western bekannte Schauspieler Jack Rockwell (1890–1947). Die ersten zehn Jahre seines Erwachsenenlebens arbeitete er als Architekt, ehe er sich der Schauspielerei zuwandte. Erste Erfahrungen sammelte er unter anderem am Alcazar Theatre in San Francisco an der Seite von Bessie Barriscale. 1913 machte er sein Debüt am Broadway in der Bühnenkomödie The Marriage Game, bis zum Jahr 1934 trat er dort in rund zwei Dutzend weiteren Produktionen auf.
Trowbridge hatte zwar bereits 1915 sein Filmdebüt im Stummfilm The Fight gegeben, konzentrierte sich aber zunächst auf seine Theaterkarriere und war erst ab den 1930er-Jahren hauptsächlich Filmschauspieler. Er spielte in der Regel kleine bis mittlere Nebenrollen, in B-Filmen erhielt er aber manchmal auch größere Aufgaben. Meist verkörperte er mit seiner würdevoll und intelligent wirkenden Ausstrahlung Figuren mit „freundlichem, aber autoritären Auftreten“. Der grauhaarige Schauspieler verkörperte viele Male Gouverneure und Senatoren, Kommandeure und Colonels, Anwälte und Richter sowie insbesondere Doktoren. In John Fords für die amerikanischen Truppen bestimmten Film Sex Hygiene spielte er beispielsweise den Arzt, der Soldaten Ratschläge zur Vermeidung sexueller Krankheiten gibt. In einigen Horror- und Kriminalfilmen fanden seine gutmütigen Figuren auch einen frühen Tod.
Charles Trowbridge zog sich nach 1950 zunehmend aus dem Schauspielgeschäft zurück, zuletzt spielte er 1958 in Das letzte Hurra von John Ford eine winzige Rolle als Clubmitglied. Insgesamt spielte er in über 230 Kinofilmen in seiner Karriere. Er starb im Oktober 1967 im Alter von 85 Jahren und wurde im Forest Lawn Memorial Park in Hollywood Hills bestattet.

## Filmografie (Auswahl)
- 1915: The Fight
- 1931: I Take This Woman
- 1935: Mad Love
- 1935: Wo die Liebe hinfällt (I Live My Life)
- 1935: Spione küßt man nicht (Rendezvous)
- 1935: Der Polizeibericht meldet … (Woman Wanted)
- 1935: Blutige Perlen (Whipsaw)
- 1936: The Gorgeous Hussy
- 1936: Love on the Run
- 1936: Lustige Sünder (Libeled Lady)
- 1936: Seine Sekretärin (Wife vs. Secretary)
- 1936: Zum Tanzen geboren (Born to Dance)
- 1936: Der große Ziegfeld (The Great Ziegfeld)
- 1936: Dünner Mann, 2. Fall (After the Thin Man)
- 1937: That Certain Woman
- 1937: Die Marx Brothers: Ein Tag beim Rennen (A Day at the Races)
- 1937: Manuel (Captains Courageous)
- 1937: Torture Money (Kurzfilm)
- 1938: Die Schwester der Braut (Holiday)
- 1938: Chicago – Engel mit schmutzigen Gesichtern (Angels with Dirty Faces)
- 1938: The Mad Miss Manton
- 1938: Of Human Hearts
- 1938: Die goldene Peitsche (Kentucky)
- 1938: Liebe zu viert (Four’s A Crowd)
- 1938: Der Freibeuter von Louisiana (The Buccaneer)
- 1938: Schule des Verbrechens (Crime School)
- 1939: Ich war ein Spion der Nazis (Confessions of a Nazi Spy)
- 1939: Lady of the Tropics
- 1939: Todesangst bei jeder Dämmerung (Each Dawn I Die)
- 1939: The Man They Could Not Hang
- 1939: Liebe und Leben des Telefonbauers A. Bell (The Story of Alexander Graham Bell)
- 1939: Swanee River
- 1939: Sergeant Madden
- 1940: The House of the Seven Gables
- 1940: Knute Rockne, All American
- 1940: Die Stunde der Vergeltung (The Son of Monte Christo)
- 1940: Der große Edison (Edison, the Man)
- 1940: The Mummy’s Hand
- 1940: The Man with Nine Lives
- 1940: Unsere kleine Stadt (Our Town)
- 1940: Goldschmuggel nach Virginia (Virginia City)
- 1940: Dr. Kildare: Die Heimkehr (Dr. Kildare Goes Home)
- 1940: Charlie Chan im Wachsfigurenkabinett (Charlie Chan at the Wax Museum)
- 1940: Die Rache der kupfernen Schlange (The Mysterious Dr. Satan)
- 1941: Laurel und Hardy: Schrecken der Kompanie (Great Guns)
- 1941: Vertauschtes Glück (The Great Lie)
- 1941: Sergeant York
- 1941: Tabakstraße (Tobacco Road)
- 1941: Hier ist John Doe (Meet John Doe)
- 1942: 10 Leutnants von West-Point (Ten Gentlemen from West Point)
- 1942: Tennessee Johnson
- 1942: Wake Island
- 1943: Einsatz im Nordatlantik (Action in the North Atlantic)
- 1943: Madame Curie
- 1943: Neun Kinder und kein Vater (The Amazing Mrs. Holliday)
- 1943: Botschafter in Moskau (Mission to Moscow)
- 1944: Captain America (Filmserial)
- 1944: Sommerstürme (Summer Storm)
- 1944: Dr. Wassells Flucht aus Java (The Story of Dr. Wassell)
- 1944: Mission im Pazifik (Wing and a Prayer)
- 1944: Alarm im Pazifik (The Fighting Seabeas)
- 1945: Schnellboote vor Bataan (They Were Expendable)
- 1945: Solange ein Herz schlägt (Mildred Pierce)
- 1946: Charlie Chan in Mexiko (The Red Dragon)
- 1946: Shock
- 1946: Der unbekannte Geliebte (Undercurrent)
- 1947: Michigan Kid
- 1947: Tarzan wird gejagt (Tarzan and the Huntress)
- 1947: Zwei trübe Tassen – vom Militär entlassen (Buck Privates Come Home)
- 1947: Endlos ist die Prärie (The Sea of Grass)
- 1947: Die Privataffären des Bel Ami (The Private Affairs of Bel Ami)
- 1947: Das Doppelleben des Herrn Mitty (The Secret Life of Walter Mitty)
- 1947: Black Gold
- 1947: Tycoon
- 1948: Der Mann mit der Narbe (Hollow Triumph)
- 1948: Sein Engel mit den zwei Pistolen (The Paleface)
- 1949: Ein Mann wie Sprengstoff (The Fountainhead)
- 1949: Der Mann, der zu Weihnachten kam (Mr. Soft Touch)
- 1949: Gefängnis ohne Gitter (Bad Boy)
- 1950: Verliebt, verlobt, verheiratet (Peggy)
- 1950: So ein Pechvogel (When Willie Comes Marching Home)
- 1950: Die Männerfeindin (A Woman of Distinction)
- 1951: Grenzpolizei in Texas (The Texas Rangers)
- 1951: … jetzt wird abgerechnet (The Bushwhackers)
- 1952: Mördersyndikat San Francisco (Hoodlum Empire)
- 1957: Dem Adler gleich (The Wings of Eagles)
- 1958: Das letzte Hurra (The Last Hurrah)